# Giuseppe Gargani
Giuseppe Gargani (ur. 23 kwietnia 1935 w Morra De Sanctis) – włoski polityk, prawnik, były deputowany, poseł do Parlamentu Europejskiego.

## Życiorys
Ukończył w 1958 studia prawnicze na Uniwersytecie w Neapolu, po których rozpoczął praktykę adwokacką. Dwa lata wcześniej wstąpił do Chrześcijańskiej Demokracji. Był jej sekretarzem regionalnym w Kampanii i członkiem zarządu krajowego oraz sekretariatu generalnego.
W latach 1972–1994 sprawował mandat posła do Izby Deputowanych (VI, VII, VIII, IX, X i XI kadencji). W niższej izbie parlamentu kilkakrotnie przewodniczył komisji sprawiedliwości. Od 1979 do 1984 zajmował stanowisko podsekretarza stanu w Ministerstwie Sprawiedliwości.
Po rozwiązaniu DC przystąpił do Forza Italia. W 1999 i 2004 uzyskiwał mandat deputowanego do Parlamentu Europejskiego. Zasiadał w grupie Europejskiej Partii Ludowej i Europejskich Demokratów, pracował w Komisji Prawnej jako jej przewodniczący. Od 2009 należał do powołanego m.in. na bazie FI Ludu Wolności. Bez powodzenia ubiegał się o reelekcję w wyborach do PE.
W 2010 odszedł z PdL, przechodząc do Unii na rzecz Centrum. W 2011 powrócił do Europarlamentu, zastępując Giovanniego Collino.